# Верби в Андрушах
Верби в Андрушах — малюнок Шевченка з альбому 1845 року (аркуш 7), виконаний у серпні—жовтні 1845 року. Зліва внизу чорнилом напис рукою Шевченка: андруши. На звороті справа внизу олівцем напис: wieś Andruszy. 
Датується на підставі спогадів Козачковського про перебування Шевченка в Переяславі . І. Т. Кошовий у праці «Т. Г. Шевченко в Києві»помилково датує цей малюнок 1846 роком.
В літературі згадується під назвою «Андруші. Краєвид з греблі».